# 鹿児島県道23号谷山知覧線
鹿児島県道23号谷山知覧線（かごしまけんどう23ごう たにやまちらんせん）は、鹿児島県鹿児島市から南九州市に至る県道（主要地方道）である。

## 概要
鹿児島市東谷山一丁目の笹貫陸橋交差点から平川町交差点までは国道225号・国道226号と重複する。

### 路線データ
- 起点：鹿児島県鹿児島市 東谷山一丁目[要出典] （笹貫陸橋交差点、国道225号・国道226号上、鹿児島県道20号鹿児島加世田線交点）
- 終点：鹿児島県南九州市知覧町郡（鹿児島県道27号頴娃川辺線交点）
- 総延長：15.794 km[1]

## 歴史
- 1954年（昭和29年）4月1日 - 鹿児島県告示第246号の5により谷山知覧線として認定される[2]。
- 1993年（平成5年）5月11日 - 建設省から、県道谷山知覧線が谷山知覧線として主要地方道に指定される[3]。

## 路線状況

### 重複区間
- 国道225号（鹿児島市東谷山一丁目[要出典] ・笹貫陸橋交差点（起点） - 鹿児島市下福元町・影原交差点）
- 国道226号（鹿児島市東谷山一丁目[要出典]・笹貫陸橋交差点（起点） - 鹿児島市平川町・平川町交差点）

## 地理

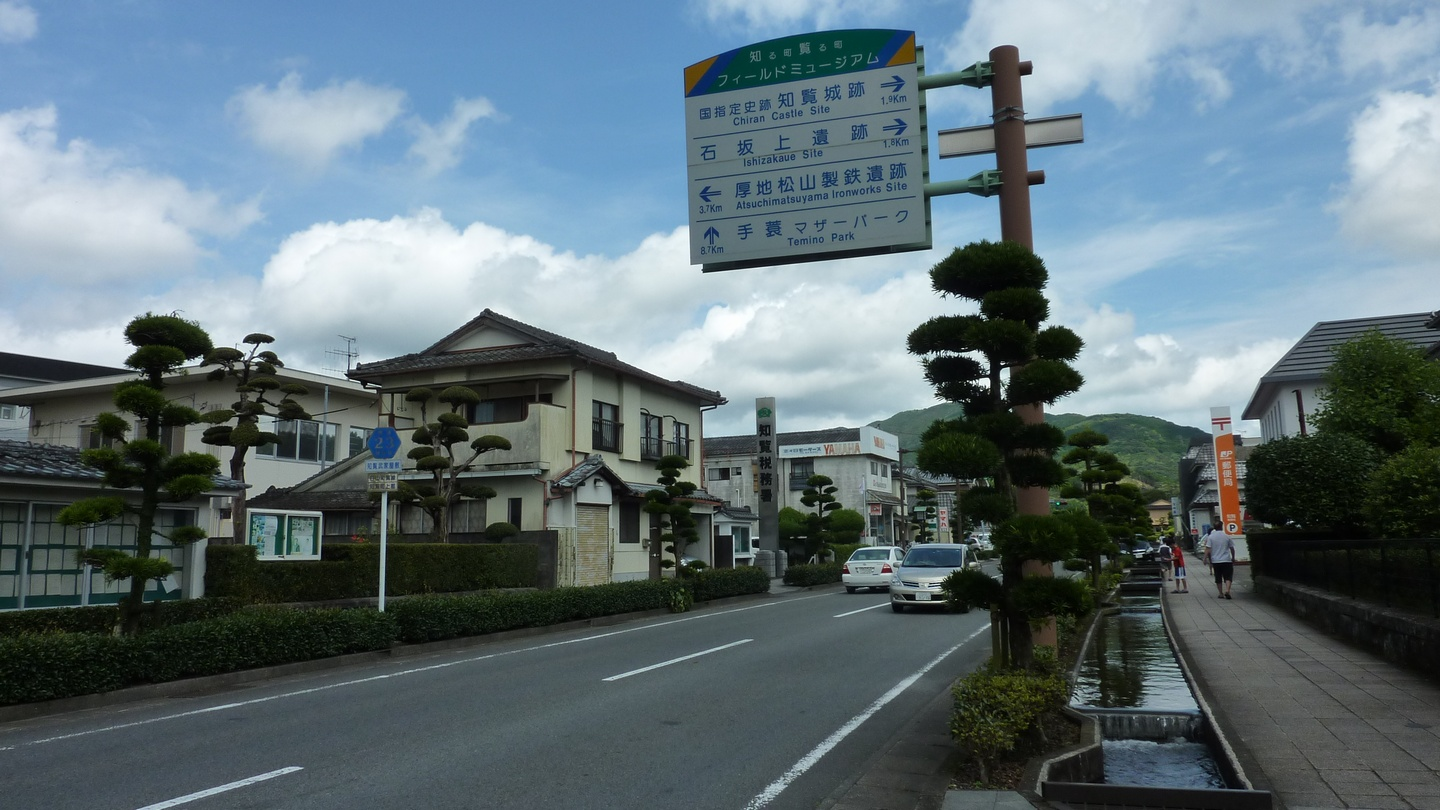
南九州市知覧町郡（麓集落）

### 通過する自治体
- 鹿児島市
- 南九州市

### 交差する道路
| 交差する道路                                                               | 市町村名 | 交差する場所   | 交差する場所          |
| -------------------------------------------------------------------------- | -------- | -------------- | --------------------- |
| 国道225号 重複区間起点 国道226号 重複区間起点 鹿児島県道20号鹿児島加世田線 | 鹿児島市 | 東谷山一丁目   | 笹貫陸橋交差点 / 起点 |
| 鹿児島県道212号谷山停車場線                                                | 鹿児島市 | 谷山中央一丁目 | 谷山駅前交差点        |
| 鹿児島県道219号玉取迫鹿児島港線                                            | 鹿児島市 | 坂之上一丁目   | 和田坂交差点          |
| 国道225号 重複区間終点                                                     | 鹿児島市 | 下福元町       | 影原交差点            |
| 鹿児島県道219号玉取迫鹿児島港線                                            | 鹿児島市 | 平川町         | 産業道路南入口交差点  |
| 国道226号 重複区間終点                                                     | 鹿児島市 | 平川町         | 平川町交差点          |
| 鹿児島県道17号指宿鹿児島インター線 / 指宿スカイライン                      | 南九州市 | 知覧町郡       | 知覧IC                |
| 鹿児島県道232号知覧喜入線                                                  | 南九州市 | 知覧町郡       | 知覧役場前交差点      |
| 鹿児島県道27号頴娃川辺線                                                   | 南九州市 | 知覧町郡       | 終点                  |

### 交差する鉄道
- 指宿枕崎線

### 沿線
- JR九州指宿枕崎線
  - 谷山駅 - 坂之上駅 - 五位野駅 - 平川駅
- 鹿児島県立錦江湾高等学校
- 鹿児島医療技術専門学校
- 知覧武家屋敷
- 南九州市役所
- 鹿児島県立薩南工業高等学校